# Carbajosa de la Sagrada
Carbajosa de la Sagrada est une commune de la province de Salamanque dans la communauté autonome de Castille-et-León en Espagne.